# Дунаевский, Альбин
Альбин Дунаевский (пол. Albin Dunajewski; 13 сентября 1817, Станислав, королевство Галиции и Лодомерии, Австрийская империя — 18 июня 1894, Краков, Австро-Венгрия) — австро-венгерский и польский кардинал. Епископ Кракова, с титулом князя-епископа, с 15 мая 1879 по 18 июня 1894. Кардинал-священник с 23 июня 1890, с титулом церкви Санти-Витале-Валерия-Джервазио-э-Протазио с 4 июня 1891.